# Grand Prix Europy 2006

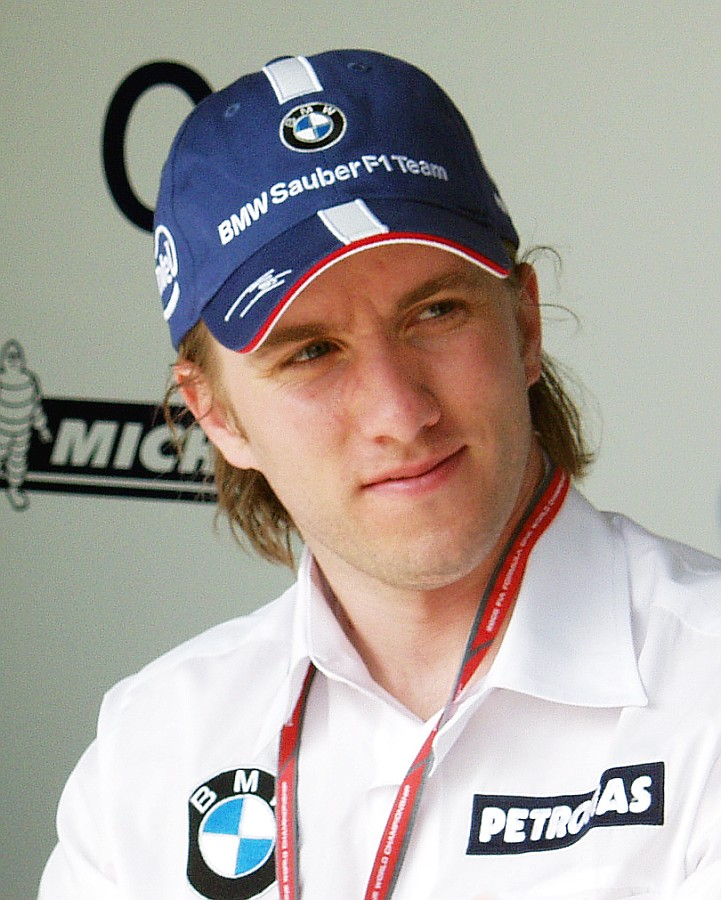
Nick Heidfeld podczas Grand Prix Europy 2006

Wyniki Grand Prix Europy, piątej rundy Mistrzostw Świata Formuły 1 w sezonie 2006.

## Lista startowa
| Nr | Kierowca             | Zespół                            | Samochód         | Silnik                   | Opony |
| -- | -------------------- | --------------------------------- | ---------------- | ------------------------ | ----- |
| 1  | Fernando Alonso      | Mild Seven Renault F1 Team        | Renault R26      | Renault RS26 2,4l V8     | M     |
| 2  | Giancarlo Fisichella | Mild Seven Renault F1 Team        | Renault R26      | Renault RS26 2,4l V8     | M     |
| 3  | Kimi Räikkönen       | Team McLaren Mercedes             | McLaren MP4-21   | Mercedes FO108S 2,4l V8  | M     |
| 4  | Juan Pablo Montoya   | Team McLaren Mercedes             | McLaren MP4-21   | Mercedes FO108S 2,4l V8  | M     |
| 5  | Michael Schumacher   | Scuderia Ferrari Marlboro         | Ferrari 248 F1   | Ferrari 056 2,4l V8      | B     |
| 6  | Felipe Massa         | Scuderia Ferrari Marlboro         | Ferrari 248 F1   | Ferrari 056 2,4l V8      | B     |
| 7  | Jarno Trulli         | Panasonic Toyota Racing           | Toyota TF106     | Toyota RVX-06 2,4l V8    | B     |
| 8  | Ralf Schumacher      | Panasonic Toyota Racing           | Toyota TF106     | Toyota RVX-06 2,4l V8    | B     |
| 9  | Mark Webber          | WilliamsF1 Team                   | Williams FW28    | Cosworth CA2006 2,4l V8  | B     |
| 10 | Nico Rosberg         | WilliamsF1 Team                   | Williams FW28    | Cosworth CA2006 2,4l V8  | B     |
| 11 | Rubens Barrichello   | Lucky Strike Honda Racing F1 Team | Honda RA106      | Honda RA806E 2,4l V8     | M     |
| 12 | Jenson Button        | Lucky Strike Honda Racing F1 Team | Honda RA106      | Honda RA806E 2,4l V8     | M     |
| 14 | David Coulthard      | Red Bull Racing                   | Red Bull RB2     | Ferrari 056 2,4l V8      | M     |
| 15 | Christian Klien      | Red Bull Racing                   | Red Bull RB2     | Ferrari 056 2,4l V8      | M     |
| 16 | Nick Heidfeld        | BMW Sauber F1 Team                | BMW Sauber F1.06 | BMW P86 2,4l V8          | M     |
| 17 | Jacques Villeneuve   | BMW Sauber F1 Team                | BMW Sauber F1.06 | BMW P86 2,4l V8          | M     |
| 18 | Tiago Monteiro       | MF1 Racing                        | MF1 M16          | Toyota RVX-06 2,4l V8    | B     |
| 19 | Christijan Albers    | MF1 Racing                        | MF1 M16          | Toyota RVX-06 2,4l V8    | B     |
| 20 | Vitantonio Liuzzi    | Scuderia Toro Rosso               | Toro Rosso STR1  | Cosworth TJ2005 3,0l V10 | M     |
| 21 | Scott Speed          | Scuderia Toro Rosso               | Toro Rosso STR1  | Cosworth TJ2005 3,0l V10 | M     |
| 22 | Takuma Satō          | Super Aguri F1                    | Super Aguri SA05 | Honda RA806E 2,4l V8     | B     |
| 23 | Franck Montagny      | Super Aguri F1                    | Super Aguri SA05 | Honda RA806E 2,4l V8     | B     |
| Nr | Kierowca             | Zespół                            | Samochód         | Silnik                   | Opony |

## Sesje treningowe
| Sesja | Nr | Kierowca           | Konstruktor       | Czas     | Okr. |
| ----- | -- | ------------------ | ----------------- | -------- | ---- |
| 1     | 35 | Alexander Wurz     | Williams-Cosworth | 1:32.079 | 20   |
| 2     | 35 | Alexander Wurz     | Williams-Cosworth | 1:32.675 | 27   |
| 3     | 5  | Michael Schumacher | Ferrari           | 1:30.788 | 12   |

## Kwalifikacje
| P        | Nr | Kierowca             | Konstruktor(-silnik) | Opony | Czas     | Odstęp   | Strata   |
| -------- | -- | -------------------- | -------------------- | ----- | -------- | -------- | -------- |
| III etap |    |                      |                      |       |          |          |          |
| 1        | 1  | Fernando Alonso      | Renault              | M     | 1:29.819 | -        | -        |
| 2        | 5  | Michael Schumacher   | Ferrari              | B     | 1:30.028 | 0:00.209 | 0:00.209 |
| 3        | 6  | Felipe Massa         | Ferrari              | M     | 1:30.407 | 0:00.379 | 0:00.588 |
| 4        | 11 | Rubens Barrichello   | Honda                | M     | 1:30.754 | 0:00.347 | 0:00.935 |
| 5        | 3  | Kimi Räikkönen       | McLaren-Mercedes     | M     | 1:30.933 | 0:00.179 | 0:01.114 |
| 6        | 12 | Jenson Button        | Honda                | M     | 1:30.940 | 0:00.007 | 0:01.121 |
| 7        | 7  | Jarno Trulli         | Toyota               | B     | 1:31.419 | 0:00.479 | 0:01.600 |
| 8        | 17 | Jacques Villeneuve   | BMW Sauber           | M     | 1:31.542 | 0:00.123 | 0:01.723 |
| 9        | 4  | Juan Pablo Montoya   | McLaren-Mercedes     | M     | 1:31.880 | 0:00.338 | 0:02.061 |
| 10       | 9  | Mark Webber          | Williams-Cosworth    | B     | 1:33.405 | 0:01.525 | 0:03.586 |
| II etap  |    |                      |                      |       |          |          |          |
| 11       | 8  | Ralf Schumacher      | Toyota               | B     | 1:30.944 | -        | -        |
| 12       | 10 | Nico Rosberg         | Williams-Cosworth    | B     | 1:31.194 | 0:00.250 | 0:00.250 |
| 13       | 2  | Giancarlo Fisichella | Renault              | M     | 1:31.197 | 0:00.003 | 0:00.253 |
| 14       | 14 | David Coulthard      | Red Bull-Ferrari     | M     | 1:31.227 | 0:00.030 | 0:00.283 |
| 15       | 16 | Nick Heidfeld        | BMW Sauber           | M     | 1:31.422 | 0:00.195 | 0:00.478 |
| 16       | 20 | Vitantonio Liuzzi    | Toro Rosso-Cosworth  | M     | 1:31.728 | 0:00.306 | 0:00.784 |
| I etap   |    |                      |                      |       |          |          |          |
| 17       | 15 | Christian Klien      | Red Bull-Ferrari     | M     | 1:32.901 | -        | -        |
| 18       | 19 | Christijan Albers    | MF1-Toyota           | B     | 1:32.936 | 0:00.035 | 0:00.035 |
| 19       | 21 | Scott Speed          | Toro Rosso-Cosworth  | M     | 1:32.992 | 0:00.056 | 0:00.091 |
| 20       | 18 | Tiago Monteiro       | MF1-Toyota           | B     | 1:33.658 | 0:00.666 | 0:00.757 |
| 21       | 22 | Takuma Satō          | Super Aguri-Honda    | B     | 1:35.239 | 0:01.581 | 0:02.338 |
| 22       | 23 | Franck Montagny      | Super Aguri-Honda    | B     | 1:46.505 | 0:11.266 | 0:13.604 |
| P        | Nr | Kierowca             | Konstruktor(-silnik) | Opony | Czas     | Odstęp   | Strata   |

## Wyścig
| Legenda oznaczeń w tabelach wyników Wyświetl szablon na nowej stronie | Legenda oznaczeń w tabelach wyników Wyświetl szablon na nowej stronie                                                                     |
| Oznaczenie                                                            | Wyjaśnienie |
| --------------------------------------------------------------------- | --- |
| Złoty                                                                 | Zwycięzca lub mistrzostwo |
| Srebrny                                                               | 2. miejsce lub wicemistrzostwo |
| Brązowy                                                               | 3. miejsce lub II wicemistrzostwo |
| Zielony                                                               | Ukończył, punktował (w klasyfikacji generalnej, gdy zdobył co najmniej jeden punkt na przestrzeni sezonu, poza trzema powyższymi opcjami) |
| Niebieski                                                             | Ukończył, nie punktował (w klasyfikacji generalnej, gdy nie zdobył co najmniej jednego punktu na przestrzeni sezonu)                      |
| Czerwony                                                              | Nie zakwalifikował się (NZ) |
| Czerwony                                                              | Nie prekwalifikował się (NPK) |
| Różowy                                                                | Nie ukończył (NU) |
| Różowy                                                                | Niesklasyfikowany (NS) (w klasyfikacji generalnej, gdy nie został sklasyfikowany w żadnym wyścigu sezonu)                                 |
| Czarny                                                                | Zdyskwalifikowany (DK) |
| Czarny                                                                | Wykluczony (WYK/EX) |
| Biały                                                                 | Nie wystartował (NW) |
| Biały                                                                 | Kontuzjowany (K/INJ) |
| Biały                                                                 | Wyścig odwołany (OD/C) |
| Bez koloru                                                            | Został wycofany (WYC/WD) |
| Bez koloru                                                            | Nie przybył (NP/DNA) |
| Bez koloru                                                            | Nie brał udziału w treningach (NT/DNP) |
| Bez koloru                                                            | Nie został zgłoszony (–) |
| Pogrubienie                                                           | Start z pole position |
| Kursywa                                                               | Najszybsze okrążenie wyścigu |
| †                                                                     | Nie ukończył, ale jego rezultat został zaliczony ze względu na przejechanie więcej niż 90% dystansu wyścigu.                              |
| *                                                                     | Sezon w trakcie |
| 1/2/3                                                                 | Punktowana pozycja w sprincie kwalifikacyjnym                                                                                             |
| Lista systemów punktacji Formuły 1                                    | |

| P                 | + / –     | Nr | Kierowca             | Konstruktor         | Opony | Okr. | Czas / Strata | Komentarz                        |
| ----------------- | --------- | -- | -------------------- | ------------------- | ----- | ---- | ------------- | -------------------------------- |
| 1                 | 1         | 5  | Michael Schumacher   | Ferrari             | B     | 60   | 1h35m58s765   |                                  |
| 2                 | 1         | 1  | Fernando Alonso      | Renault             | M     | 60   | +0:03.751     |                                  |
| 3                 | Bez zmian | 6  | Felipe Massa         | Ferrari             | B     | 60   | +0:04.447     |                                  |
| 4                 | 1         | 3  | Kimi Räikkönen       | McLaren-Mercedes    | M     | 60   | +0:04.879     |                                  |
| 5                 | 1         | 11 | Rubens Barrichello   | Honda               | M     | 60   | +1:12.586     |                                  |
| 6                 | 5         | 2  | Giancarlo Fisichella | Renault             | M     | 60   | +1:14.116     |                                  |
| 7                 | 15        | 10 | Nico Rosberg         | Williams-Cosworth   | B     | 60   | +1:14.565     |                                  |
| 8                 | 1         | 17 | Jacques Villeneuve   | BMW Sauber          | M     | 60   | +1:29.364     |                                  |
| 9                 | 2         | 8  | Jarno Trulli         | Toyota              | B     | 59   | +1 okr.       |                                  |
| 10                | 3         | 16 | Nick Heidfeld        | BMW Sauber          | M     | 59   | +1 okr.       |                                  |
| 11                | 6         | 21 | Scott Speed          | Toro Rosso-Cosworth | M     | 59   | +1 okr.       |                                  |
| 12                | 6         | 18 | Tiago Monteiro       | MF1-Toyota          | B     | 59   | +1 okr.       |                                  |
| 13                | 3         | 19 | Christijan Albers    | MF1-Toyota          | B     | 59   | +1 okr.       |                                  |
| Niesklasyfikowani |           |    |                      |                     |       |      |               |                                  |
|                   |           | 7  | Ralf Schumacher      | Toyota              | B     | 52   |               | silnik                           |
|                   |           | 4  | Juan Pablo Montoya   | McLaren-Mercedes    | M     | 52   |               | silnik                           |
|                   |           | 22 | Takuma Satō          | Super Aguri-Honda   | B     | 45   |               | hydraulika                       |
|                   |           | 23 | Franck Montagny      | Super Aguri-Honda   | B     | 29   |               | hydraulika                       |
|                   |           | 12 | Jenson Button        | Honda               | M     | 28   |               | silnik                           |
|                   |           | 15 | Christian Klien      | Red Bull-Ferrari    | M     | 28   |               | skrzynia biegów                  |
|                   |           | 9  | Mark Webber          | Williams-Cosworth   | B     | 12   |               | hydraulika                       |
|                   |           | 14 | David Coulthard      | Red Bull-Ferrari    | M     | 2    |               | uszkodzenia po kolizji z Liuzzim |
|                   |           | 20 | Vitantonio Liuzzi    | Toro Rosso-Cosworth | M     | 0    |               | kolizja z Coulthardem            |
| P                 | + / –     | Nr | Kierowca             | Konstruktor         | Opony | Okr. | Czas / Strata | Komentarz                        |

## Najszybsze okrążenia
| P  | Nr | Kierowca             | Konstruktor         | Opony | Okr. | Czas     | Odstęp   | Strata   |
| -- | -- | -------------------- | ------------------- | ----- | ---- | -------- | -------- | -------- |
| 1  | 5  | Michael Schumacher   | Ferrari             | B     | 39   | 1:32.099 | -        | -        |
| 2  | 3  | Kimi Räikkönen       | McLaren-Mercedes    | M     | 43   | 1:32.472 | 0:00.373 | 0:00.373 |
| 3  | 1  | Fernando Alonso      | Renault             | M     | 43   | 1:32.532 | 0:00.060 | 0:00.433 |
| 4  | 2  | Giancarlo Fisichella | Renault             | M     | 46   | 1:32.964 | 0:00.432 | 0:00.865 |
| 5  | 6  | Felipe Massa         | Ferrari             | B     | 19   | 1:33.099 | 0:00.135 | 0:01.000 |
| 6  | 4  | Juan Pablo Montoya   | McLaren-Mercedes    | M     | 47   | 1:33.571 | 0:00.472 | 0:01.472 |
| 7  | 10 | Nico Rosberg         | Williams-Cosworth   | B     | 48   | 1:33.579 | 0:00.008 | 0:01.480 |
| 8  | 8  | Ralf Schumacher      | Toyota              | B     | 27   | 1:33.607 | 0:00.028 | 0:01.508 |
| 9  | 11 | Rubens Barrichello   | Honda               | M     | 59   | 1:33.952 | 0:00.345 | 0:01.853 |
| 10 | 7  | Jarno Trulli         | Toyota              | B     | 58   | 1:33.953 | 0:00.001 | 0:01.854 |
| 11 | 16 | Nick Heidfeld        | BMW Sauber          | M     | 47   | 1:34.035 | -        | -        |
| 12 | 17 | Jacques Villeneuve   | BMW Sauber          | M     | 38   | 1:34.037 | 0:00.002 | 0:00.002 |
| 13 | 12 | Jenson Button        | Honda               | M     | 9    | 1:34.042 | 0:00.005 | 0:00.007 |
| 14 | 21 | Scott Speed          | Toro Rosso-Cosworth | M     | 57   | 1:34.091 | 0:00.049 | 0:00.056 |
| 15 | 15 | Christian Klien      | Red Bull-Ferrari    | M     | 16   | 1:34.553 | 0:00.462 | 0:00.518 |
| 16 | 9  | Mark Webber          | Williams-Cosworth   | B     | 11   | 1:35.415 | 0:00.862 | 0:01.380 |
| 17 | 19 | Christijan Albers    | MF1-Toyota          | B     | 41   | 1:35.504 | -        | -        |
| 18 | 18 | Tiago Monteiro       | MF1-Toyota          | B     | 41   | 1:35.504 | 0:00.000 | 0:00.000 |
| 19 | 22 | Takuma Satō          | Super Aguri-Honda   | B     | 21   | 1:37.214 | 0:01.710 | 0:01.710 |
| 20 | 23 | Franck Montagny      | Super Aguri-Honda   | B     | 21   | 1:37.214 | 0:00.000 | 0:01.710 |
| 21 | 14 | David Coulthard      | Red Bull-Ferrari    | M     | 2    | 2:24.500 | 0:47.286 | 0:48.996 |
| P  | Nr | Kierowca             | Konstruktor         | Opony | Okr  | Czas     | Odstęp   | Strata   |

## Klasyfikacja po wyścigu

### Kierowcy
| P                 | +/− | Kierowca             | Starty | Punkty | P1 | P2 | P3 | PP | NO | NS |
| ----------------- | --- | -------------------- | ------ | ------ | -- | -- | -- | -- | -- | -- |
| 1                 | 0   | Fernando Alonso      | 5      | 44     | 2  | 3  | -  | 1  | 2  | -  |
| 2                 | 0   | Michael Schumacher   | 5      | 31     | 2  | 1  | -  | 2  | 1  | 1  |
| 3                 | 0   | Kimi Räikkönen       | 5      | 23     | -  | 1  | 1  | -  | 1  | 1  |
| 4                 | 0   | Giancarlo Fisichella | 5      | 18     | 1  | -  | -  | 1  | -  | 1  |
| 5                 | +2  | Felipe Massa         | 5      | 15     | -  | -  | 1  | -  | -  | 1  |
| 6                 | −1  | Juan Pablo Montoya   | 5      | 15     | -  | -  | 1  | -  | -  | 2  |
| 7                 | −1  | Jenson Button        | 5      | 13     | -  | -  | 1  | 1  | -  | 1  |
| 8                 | 0   | Ralf Schumacher      | 5      | 7      | -  | -  | 1  | -  | -  | 1  |
| 9                 | +3  | Rubens Barrichello   | 5      | 6      | -  | -  | -  | -  | -  | -  |
| 10                | −1  | Mark Webber          | 5      | 6      | -  | -  | -  | -  | -  | 3  |
| 11                | 0   | Jacques Villeneuve   | 5      | 6      | -  | -  | -  | -  | -  | 1  |
| 12                | −2  | Nick Heidfeld        | 5      | 5      | -  | -  | -  | -  | -  | 1  |
| 13                | 0   | Nico Rosberg         | 5      | 4      | -  | -  | -  | -  | 1  | 2  |
| 14                | 0   | David Coulthard      | 5      | 1      | -  | -  | -  | -  | -  | 3  |
| 15                | 0   | Christian Klien      | 5      | 1      | -  | -  | -  | -  | -  | 4  |
| 16                | +1  | Jarno Trulli         | 5      | -      | -  | -  | -  | -  | -  | 2  |
| 17                | −1  | Scott Speed          | 5      | -      | -  | -  | -  | -  | -  | 1  |
| 18                | 0   | Vitantonio Liuzzi    | 5      | -      | -  | -  | -  | -  | -  | 2  |
| 19                | 0   | Christijan Albers    | 5      | -      | -  | -  | -  | -  | -  | 2  |
| 20                | +1  | Tiago Monteiro       | 5      | -      | -  | -  | -  | -  | -  | 1  |
| 21                | −1  | Takuma Satō          | 5      | -      | -  | -  | -  | -  | -  | 2  |
| 22                | 0   | Yūji Ide             | 4      | -      | -  | -  | -  | -  | -  | 3  |
| Niesklasyfikowani |     |                      |        |        |    |    |    |    |    |    |
| -                 |     | Franck Montagny      | 1      | -      | -  | -  | -  | -  | -  | 1  |
| P                 | +/− | Kierowca             | Starty | Punkty | P1 | P2 | P3 | PP | NO | NS |

### Konstruktorzy
| P  | +/− | Konstruktor         | Starty | Punkty | P1 | P2 | P3 | PP | NO | NS |
| -- | --- | ------------------- | ------ | ------ | -- | -- | -- | -- | -- | -- |
| 1  | 0   | Renault             | 10     | 62     | 3  | 3  | -  | 2  | 2  | 1  |
| 2  | +1  | Ferrari             | 10     | 46     | 2  | 1  | 1  | 2  | 1  | 2  |
| 3  | −1  | McLaren-Mercedes    | 10     | 38     | -  | 1  | 2  | -  | 1  | 3  |
| 4  | 0   | Honda               | 10     | 19     | -  | -  | 1  | 1  | -  | 1  |
| 5  | 0   | BMW Sauber          | 10     | 11     | -  | -  | -  | -  | -  | 2  |
| 6  | 0   | Williams-Cosworth   | 10     | 10     | -  | -  | -  | -  | 1  | 5  |
| 7  | 0   | Toyota              | 10     | 7      | -  | -  | 1  | -  | -  | 3  |
| 8  | 0   | Red Bull-Ferrari    | 10     | 2      | -  | -  | -  | -  | -  | 7  |
| 9  | 0   | Toro Rosso-Cosworth | 10     | -      | -  | -  | -  | -  | -  | 3  |
| 10 | 0   | MF1-Toyota          | 10     | -      | -  | -  | -  | -  | -  | 3  |
| 11 | 0   | Super Aguri-Honda   | 10     | -      | -  | -  | -  | -  | -  | 6  |
| P  | +/− | Konstruktor         | Starty | Punkty | P1 | P2 | P3 | PP | NO | NS |

## Prowadzenie w wyścigu
| Nr | Kierowca           | Okrążenia           | Suma |
| -- | ------------------ | ------------------- | ---- |
| 1  | Fernando Alonso    | 1–16, 24–37         | 30   |
| 5  | Michael Schumacher | 17–18, 38–41, 45–60 | 22   |
| 3  | Kimi Räikkönen     | 19–23, 42–44        | 8    |